# Opatów Poduchowny
Opatów Poduchowny – dawna wieś, od 1954 część miasta Opatowa.

## Historia
Opatów Poduchowny w latach 1867–1954 należał do gminy Opatów w powiecie opatowskim w guberni kieleckiej. W II RP przynależał do woj. kieleckiego, gdzie 2 listopada 1933 wszedł w skład gromady o nazwie Oficjałów w gminie Opatów, składającą się z kolonii Oficjałów, kolonii Wąworków, folwarku Wąworków, osiedla Struga Kołczewska, wsi Okalina, kolonii Okalina i wsi Opatów Poduchowny.
Podczas II wojny światowej włączony do Generalnego Gubernatorstwa (dystrykt radomski, powiat opatowski), już jako odrębna gromada Opatów Poduchowny w gminie Opatów, licząca 263 mieszkańców.
Po wojnie w województwa kieleckim, jako jedna z 21 gromad gminy Opatów w powiecie opatowskim.
29 września 1954 Opatów Poduchowny wyłączono z gminy Opatów i włączono do Opatowa.